# Kapela sv. Mihovila u Vrbanju
Kapela sv. Mihovila nalazi se sjeverno od Vrbanja na otoku Hvaru, pokraj stare ceste Stari Grad – Jelsa. 

## Opis
Kapela je vrlo mala građevina pravokutnog tlocrta bez apside. Pročelje je jednostavno s malim ulaznim vratima nad kojima je neobičan kameni reljef s prikazom mrtvačke glave, a na vrhu pročelja je križ (kapela nema zvonik). Krov je od kamenih ploča.

## Vanjske poveznice
|  | Zajednički poslužitelj ima još gradiva o temi Kapela sv. Mihovila u Vrbanju |

- Obnovljen sv. Mihovil, neobična kapela koja na pročelju ima isklesanu - mrtvačku glavu